# Dominique Fortin
Dominique Fortin (* 1961 in Montréal, Québec) ist eine kanadische Filmeditorin.

## Leben
Dominique Fortin ist seit Ende der 1980er im Bereich Filmschnitt tätig und hat bislang mehr als 50 Film- und Fernsehproduktionen begleitet. Bei mehreren Produktionen arbeitete sie eng mit dem Regisseur Roger Spottiswoode zusammen. 
Für die Fernsehproduktion Hiroshima wurde sie 1996 für den Emmy nominiert und von den American Cinema Editors mit einem Eddie-Award geehrt. Für den Schnitt des Filmdramas Head in the Clouds wurde Fortin 2004 mit einem Genie Award ausgezeichnet. Im gleichen wurde ihr ein Prix Jutra für die Arbeit an Die große Verführung zugesprochen. 

## Filmografie (Auswahl)
- 1995: Hiroshima
- 1997: Tödliches Geständnis (Murder Live!)
- 1997: James Bond 007 – Der Morgen stirbt nie (Tomorrow Never Dies)
- 1998: Ladies Room
- 1999: Ein Hauch von Sonnenschein (The Taste of Sunshine)
- 2000: The 6th Day
- 2002: Die Matthew Shepard Story (The Matthew Shepard Story)
- 2003: Gefangen im ewigen Eis – Die Geschichte der Dr. Jerri Nielsen (Ice Bound)
- 2003: Die große Verführung (La grande séduction)
- 2004: Head in the Clouds
- 2005: Jagd nach Gerechtigkeit
- 2008: Maman ist kurz beim Friseur (Maman est chez le coiffeur)
- 2012: Die Logan Verschwörung (Erased)
- 2013: Die große Versuchung – Lügen bis der Arzt kommt (The Grand Seduction)
- 2013: Meetings with a Young Poet
- 2014: Elephant Song
- 2014: Dr. Cabbie
- 2016: Ifeel
- 2018: The Beach House (Fernsehfilm)
- 2023: Solo